# Tipula (Vestiplex) freemanana
Tipula (Vestiplex) freemanana is een tweevleugelige uit de familie langpootmuggen (Tipulidae). De soort komt voor in het Oriëntaals gebied.